# Valdštejnský palác
Valdštejnský palác je objekt čp. 17/III na Valdštejnském náměstí 4, s bočními vchody z Valdštejnské ulice č. 1 a z Letenské ulice č. 10, v Praze na Malé Straně. Patří k nejvýznamnějším stavbám z přelomu období manýrismu a raného českého baroka v českých zemích, je první světskou stavbou pobělohorské doby, která kombinuje stavební typ městského paláce s italskou vilou. V majetku rodiny Valdštejnů byl palác do roku 1945. Do roku 1993 palác sloužil ministerstvu kultury a následně byl rekonstruován pro Senát Parlamentu ČR, jehož sídlem je od jeho vzniku v roce 1996. Součást komplexu Valdštejnského paláce tvoří také Valdštejnská zahrada a Valdštejnská jízdárna. Senát spravuje dále sousední Kolovratský palác a Malý Fürstenberský palác.

## Historie

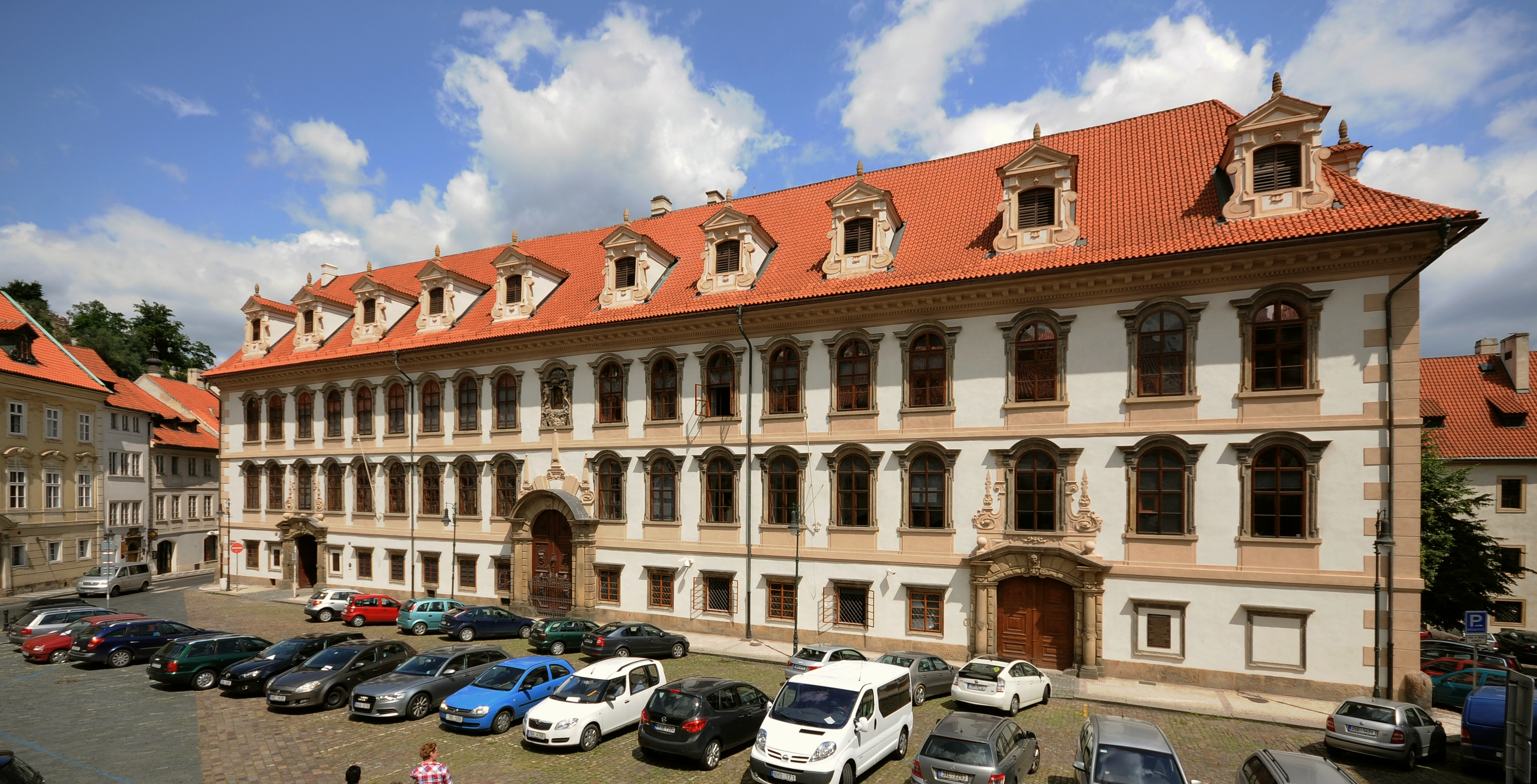
Hlavní (západní) průčelí paláce

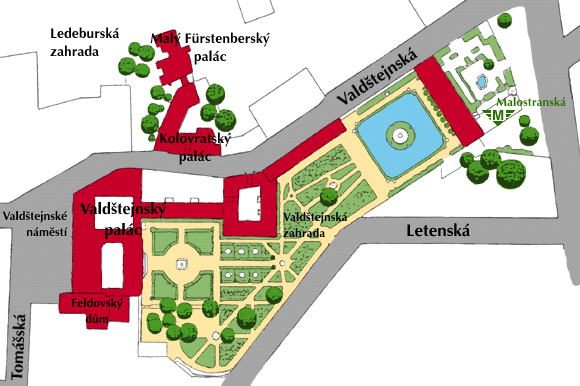
Půdorys Valdštejnského areálu

Tento palácový komplex dal v letech 1623–1630 vystavět jeden z nejmocnějších a nejbohatších šlechticů té doby Albrecht Václav Eusebius z Valdštejna na místě někdejšího paláce Trčků, dalších 23 domů, tří velkých zahrad, městské brány a vápenky s  cihelnou. Palác měl svou velkolepostí zastínit i Pražský hrad. Původně nevýznamný a chudý příslušník české šlechty se výhodnými sňatky i koupěmi domohl značného majetku i postavení na císařském dvoře. Vojevůdce byl povýšený roku 1623 na knížete, roku 1627 jmenovaný vévodou frýdlantským a roku 1629 vévodou meklenburským. V roce 1625 se stal generalissimem císařské armády. Roku 1632 bojoval se Sasy a se Švédy se střetl v bitvách u Norimberku a u Lützenu.
V roce 1634 byl prohlášen císařskými dekrety za zrádce říše a císařskými důstojníky byl zavražděn v Chebu. Jeho majetek v Čechách byl zkonfiskován. V době jeho největší slávy mu patřila značná část Čech od Frýdlantu přes Jičín, ze kterého chtěl zřídit hlavní město svého panství, až skoro ke Hradci Králové. V té době se rozhodl vybudovat honosné sídlo, které by konkurovalo i Pražskému hradu. Pro budování Valdštejnského paláce pozval významné architekty, stavitele, malíře, sochaře i další umělce a řemeslníky.
Na stavbě paláce působilo více architektů a stavitelů. Bourací práce vedl a zahájení stavby se ujal Giovanni Maria de Bossi. Jako stavitel nastoupil Andrea Spezza, který měl za sebou již pozoruhodná díla v Německu, Rakousku a Polsku, Giovanni Battista Pieroni, mj. i autor několika Valdštejnových staveb v Jičíně, a Nicolò Sebregondi, působící předtím především v Římě a Mantově. Situace s architekty paláce je složitá, protože se nedochovaly autentické plány ani smlouvy. Dlouhou dobu byl za hlavního architekta považován Andrea Spezza, který přišel již v letech 1622–1623, ale podle nízkých částek jeho platu se v posledních letech považuje za pravděpodobné, že byl pouze prováděcím stavitelem a vlastním architektem paláce byl stavitel a fortifikační inženýr Giovani Battista Pieroni. Stavba pokračovala velmi rychle, protože roku 1626 se již začala vsazovat okna. Nicolò Sebregondi nastoupil do Valdštejnových služeb až roku 1630 nebo 1631 a do podoby paláce zasáhl již jenom několika (i když významnými) úpravami interiérů. Stavbyvedoucím v té době byl Giovanni Battista Marini. Úloha Vincenza Boccaciho není objasněna. Uměleckou výzdobu zahrady svěřil Valdštejn někdejšímu císařskému sochaři Rudolfa II., Adrianovi de Vries. Ten ve Valdštejnské zahradě vytvořil unikátní soubor soch, sousoší a kašen spojující pozoruhodnou estetiku manýristického typu s dynamikou nastupujícího baroka. Sochy byly v roce 1648 uloupeny švédskými vojsky a odvezeny do Drootningholmu. Teprve v letech 1912–1918 byla zahrada ozdobena jejich kopiemi. Sbírky Valdštejnského muzea zůstaly v paláci přístupné až do 60. let 20. století, kdy byly z větší části přestěhovány do Chebského muzea v Chebu.

## Palác

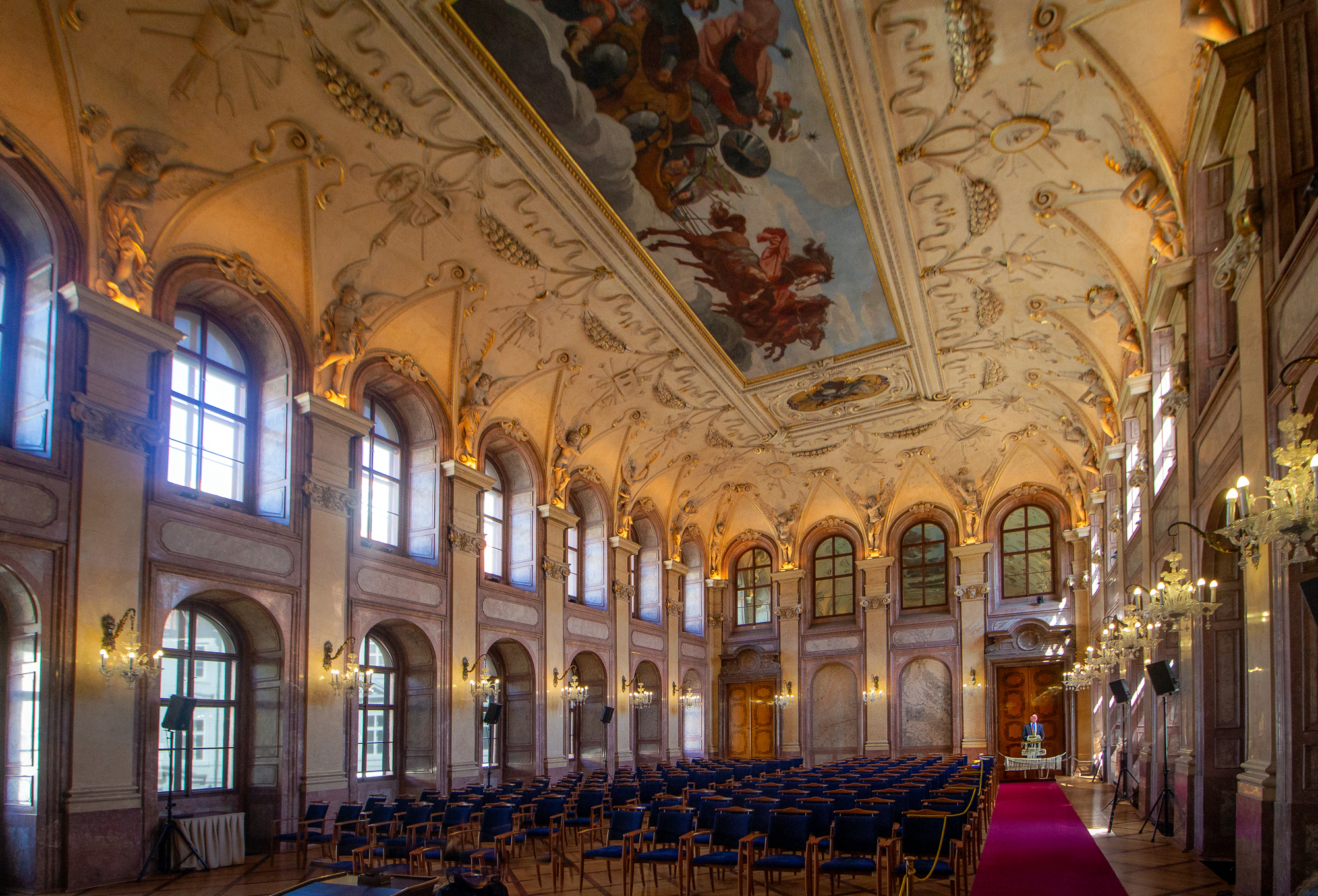
Hlavní sál

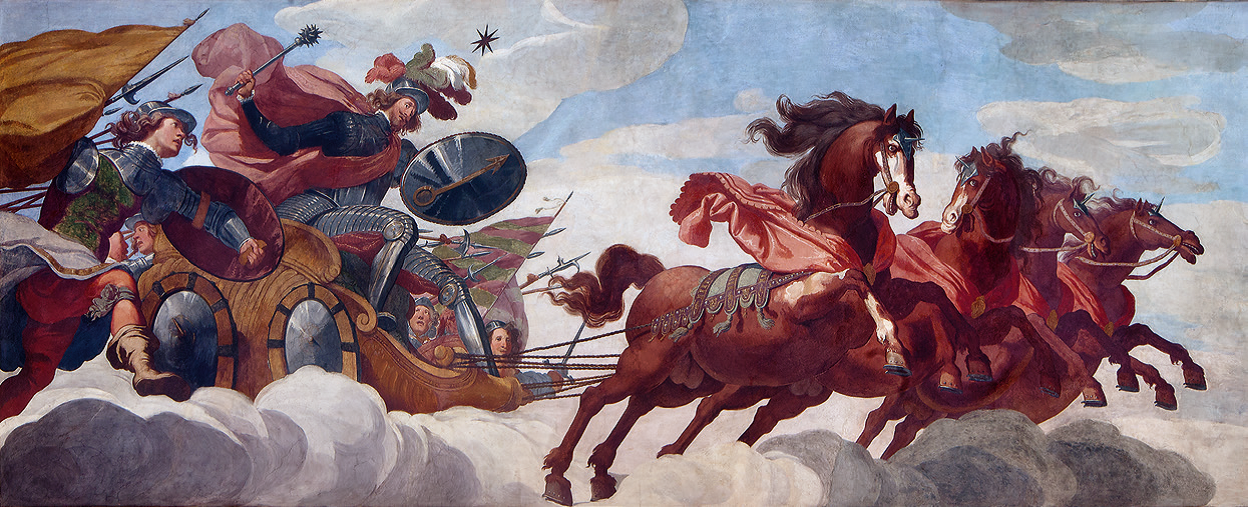
Nástropní malba hlavního sálu

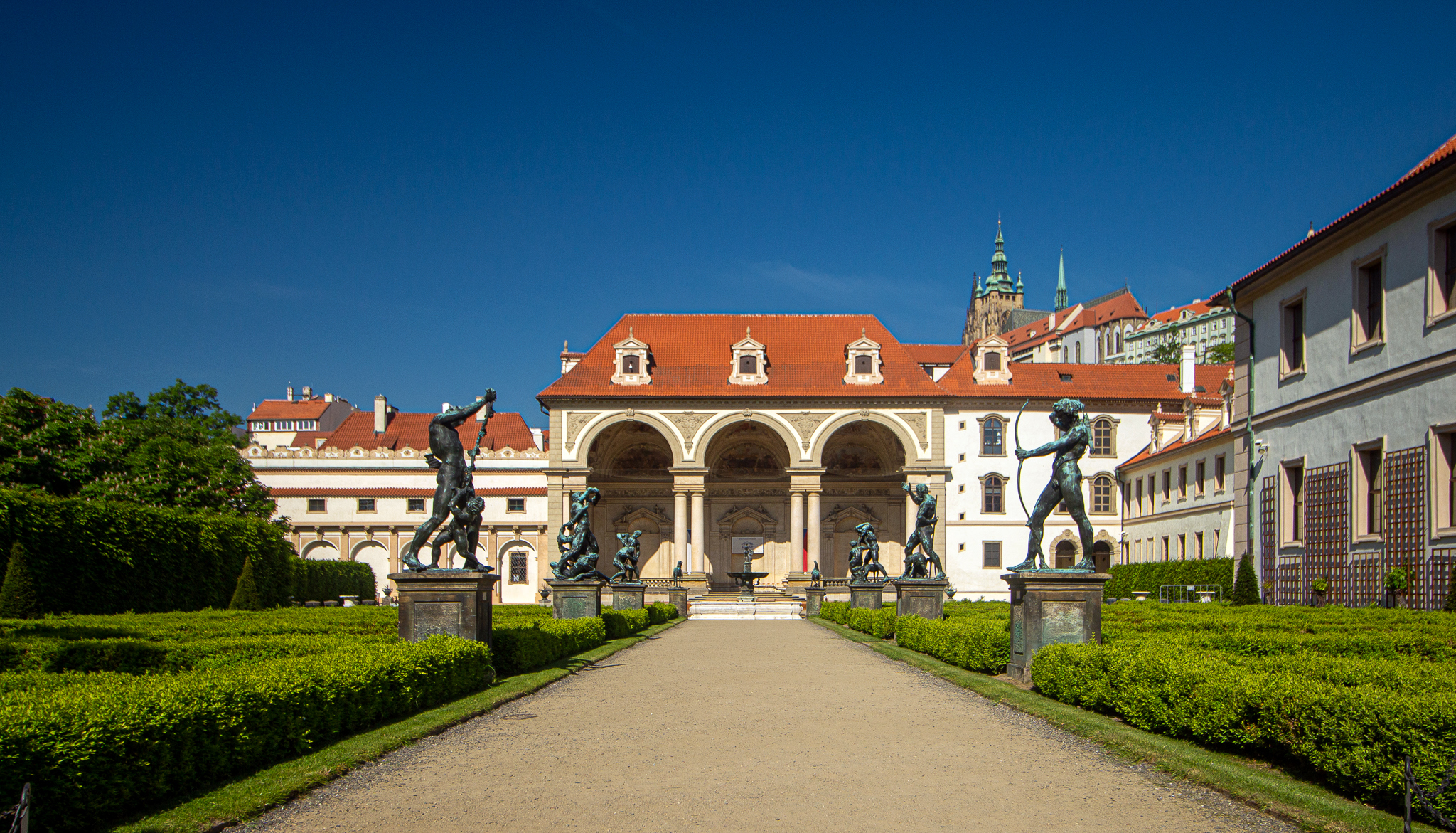
Sala terrena ve Valdštejnské zahradě

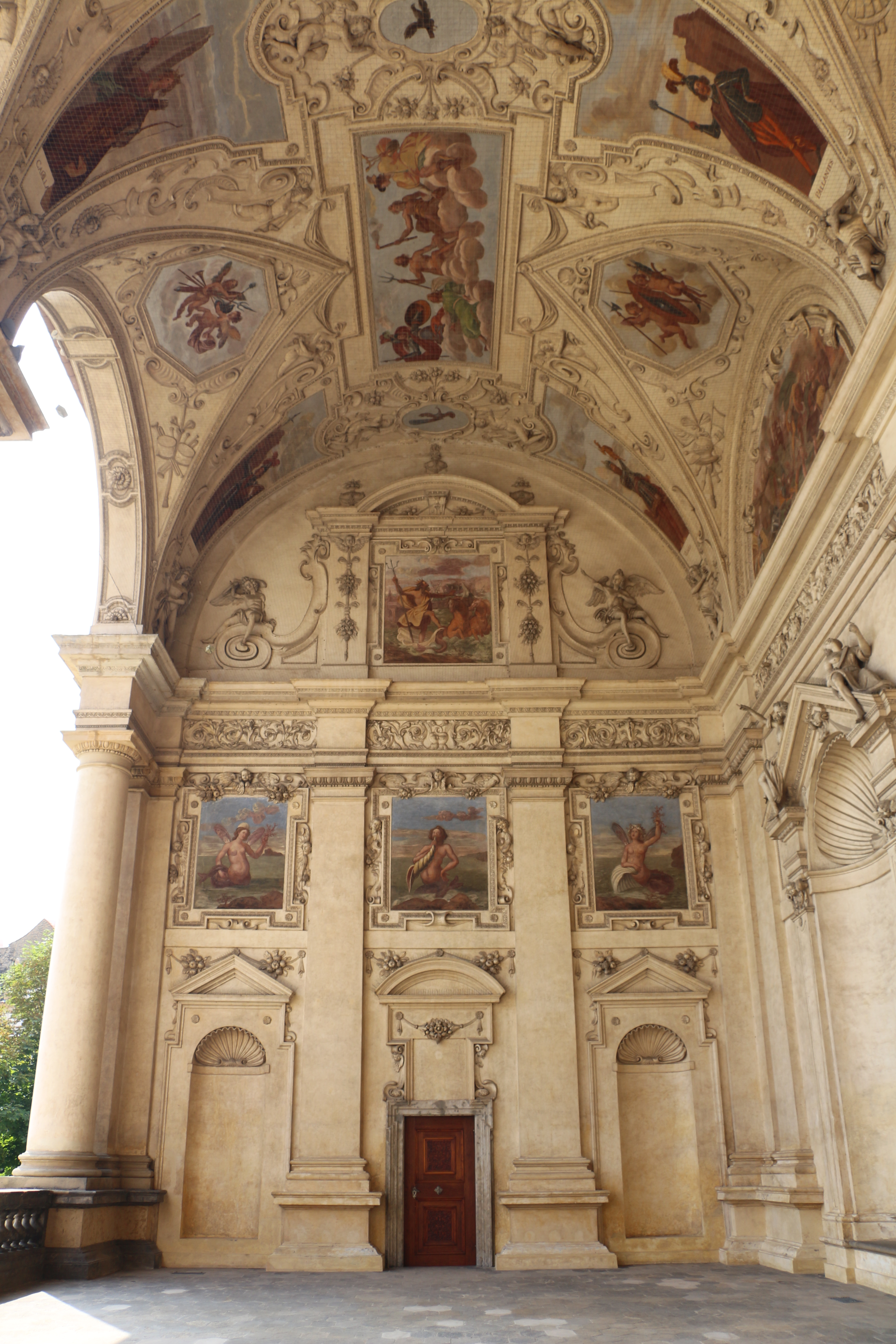
Jižní stěna lodžie saly terreny

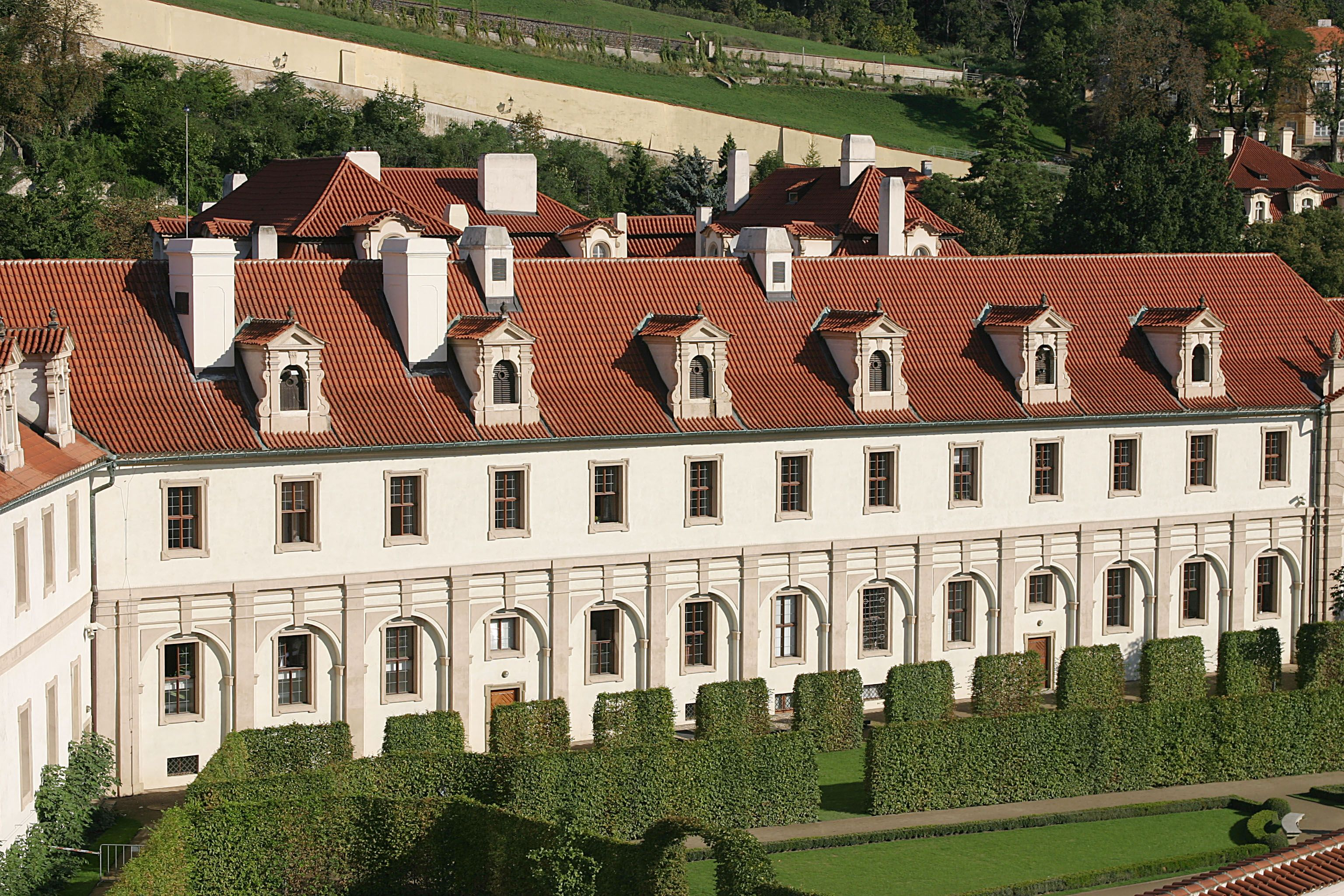
Lobkovické křídlo

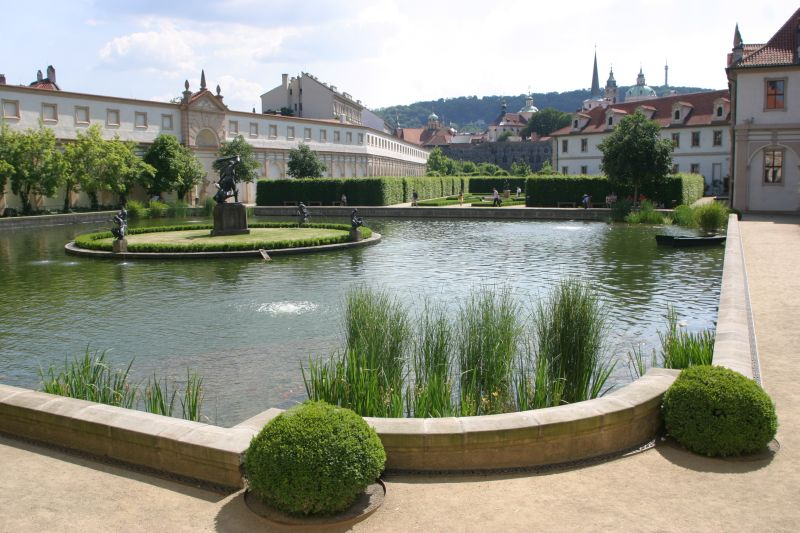
Valdštejnská zahrada
při pohledu z jízdárny

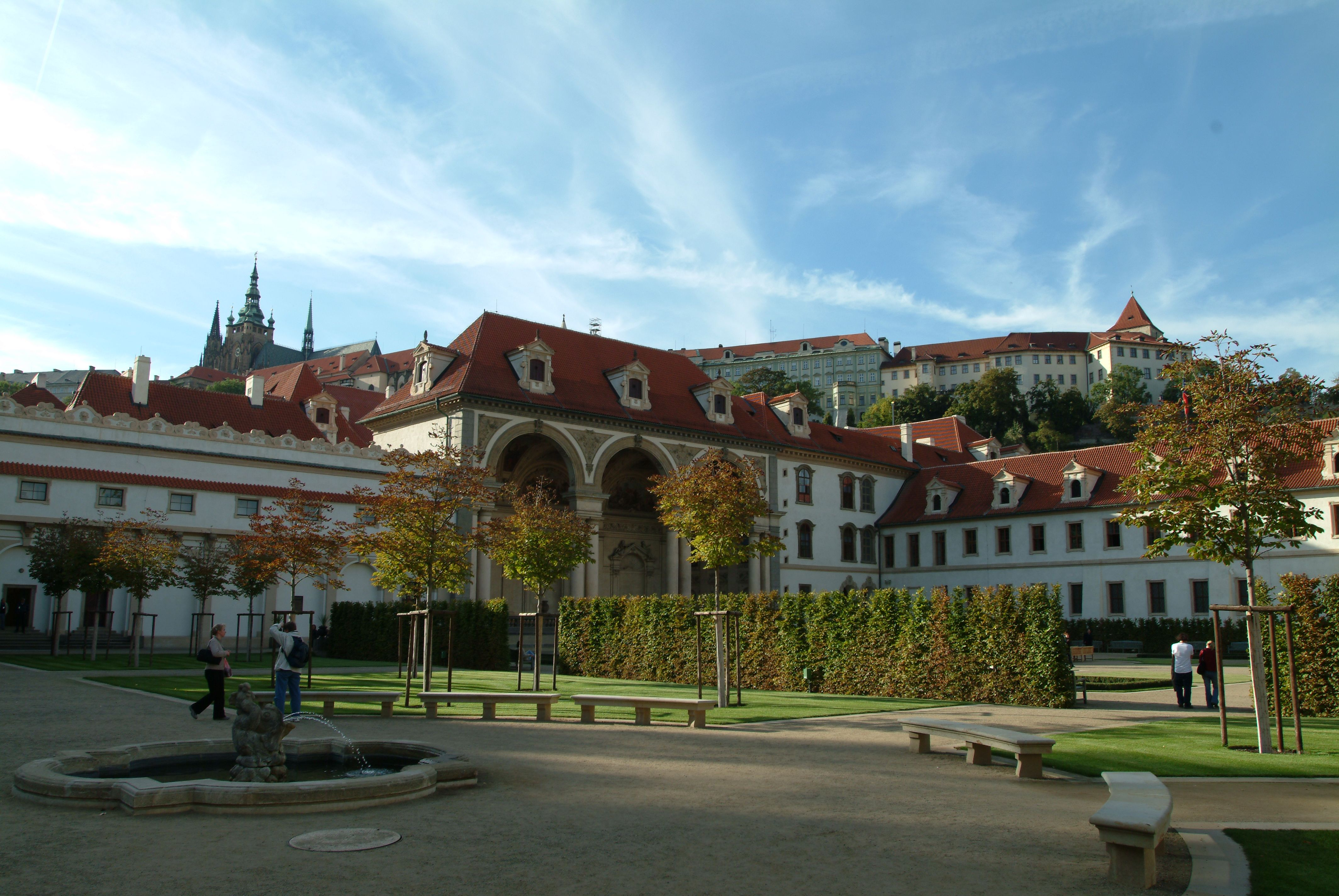
Podzim ve Valdštejnské zahradě s výhledem na Hradčany

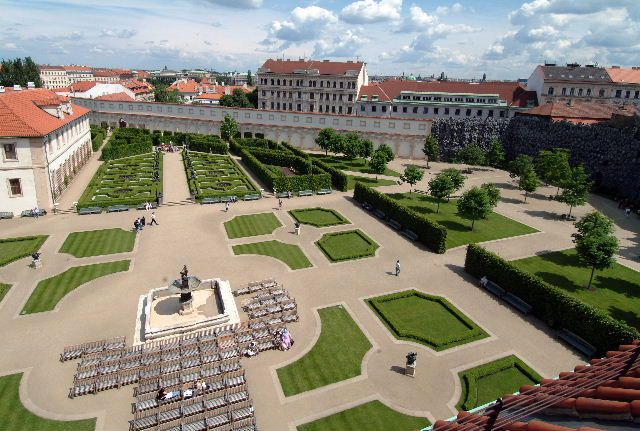
Letecký pohled do zahrady

Palác byl inspirován především šlechtickými rezidencemi severní Itálie (Lombardie, Janov), odkud v pobělohorské době přicházeli umělci, obnovující zpustošený a sociálně převrstvený střed Evropy po ústupu protestantské šlechty. Z dvorské elity Rudolfa II. našli po císařově smrti místo ve Valdštejnových službách jen dva protestanti: Johannes Kepler a sochař Adrian de Vries. Výsledná stavba se však řadí k typické záalpské (středoevropské) architektuře.
Palác se obrací hlavním trojosým průčelím na západ, do Valdštejnského náměstí. Podle rytmu řazení oken se soudí, že do stavby byl pojat starší Trčkovský palác a z jižní strany ještě roku 1626 připojen dům malíře Jana z Feldu. Nad hlavním vchodem je v zazděném okně druhého patra umístěn obraz severoitalské poutní madony z Val Vigazzo, vložený pod kamenný baldachýn s korunou mezi anděli, které vytesal sochař Ottavio Mosto roku 1694.
Úctyhodné rozměry areálu paláce činí 340 × 172 metrů. Obytná část paláce rozložená kolem čtyř nádvoří bez zahrady dosahuje rozměrů cca 150 × 110 metrů. Soubor budov je členěn na hlavní obytnou budovu se dvěma nádvořími, křídlo koníren (Trčkovské křídlo) s přilehlým třetím dvorem přístupným branou z ulice, následuje jednopatrová budova (Černínské atrium) s nádvořím, původně určená pro pážata a jejich preceptora. Směrem k Jízdárně se nachází ještě jednopatrové protáhlé křídlo. Jižní a jihovýchodní strana zahrady je v délce 200 metrů uzavřena vysokou zdí s 52 oblouky. Na ni navazuje na jihu krápníková stěna s grottami (jeskyněmi) a s voliérou, za kterou byla původně velká centrální prostora, dnes začleněná k sousednímu augustiniánskému klášteru. Na severovýchodě je zahrada ukončena budovou jízdárny, se kterou sousedí bývalý hospodářský dvůr paláce, upravený roku 1980 jako zahradní parter při vstupu do stanice metra a tehdy vyzdobený novodobými kopiemi (výdusky) soch F. M. Brokoffa.
Architektura paláce je členěna stovkami funkčních či slepých oken, desítkami portálů a vikýřů tesaných z pískovce (jako dodavatel se uvádí kameník Zachariáš de Bussi Campion), i štukových dekorativních prvků, ve kterých se stejně jako na dřevěných vratech a dveřích objevuje jako součást výzdoby lví hlava – heraldický motiv z valdštejnského erbu. I další umělci, kteří pracovali na výzdobě paláce, patřili k tehdejším špičkám ve svém oboru, jako například tvůrci štukové výzdoby Domenico Canevalle, Santino Galli a hlavně malíř Baccio di Bianco, který vyzdobil freskami nejvýznamnější prostory paláce.
- Hlavní sál: největší prostor o rozměrech 24 × 12 metrů, prostupuje dvě poschodí, je na místě bývalého Trčkovského paláce s hlavním průčelím obráceným do náměstí směrem k Pražskému hradu. Na fresce ve štukované klenbě Bianco zpodobnil Albrechta z Valdštejna jako boha Marta na válečném voze, taženém kvadrigou koní, kolem něj figury géniů, vojenské trofeje a emblémy. Mramorové ostění sem bylo přeneseno roku 1853 z Černínského paláce na Hradčanech. Kolmo na sál byly koncipovány Valdštejnovy reprezentační salónky, z nich první s koženými tapetami na stěnách má nad krbem Valdštejnův jezdecký portrét. Nástropní malby jsou dílem Petra Maixnera z poloviny 19. století.
- Audienční síň (nárožní), fresky: Čtyři stupně lidského věku (věk bronzový, stříbrný, zlatý a železný) podle grafických předloh Antonia Tempesty; freska antického boha a kováře Hefaista a bohaté nástropní štukatury, všechny jsou dílem Baccia del Bianca.
- Valdštejnova pracovna: nástropní freska se slunečním vozem boha Hélia, doprovázeného Hórami a bohyní Aurorou; kompozice je převzata od G. Reniho v Casino Rospigliosi v Římě. Je to dílo neidentifikovaného malíře z let 1628–1630.
- Astronomická chodba (také Astrologická chodba): nejvýraznějšími malbami jsou čtyři alegorické postavy světadílů ve slepých polích arkády (Evropa, Asie, Afrika a Amerika), dále znamení zvěrokruhu, personifikace sedmi planet a různá postavení nebeských těles v astrologické symbolice esoterismu; namaloval je Baccio del Bianco s pomocníky.
- Mytologická chodba, někdy zvaná Ovidiova: Baccio del Bianco vymaloval 22 výjevů z Ovidiových Proměn, podle grafických listů Antonia Tempesty. Z Mytologické chodby se dá vstoupit do východní části paláce, kde byla v přízemí rozsáhlá konírna pro téměř 40 koní. Každý kůň měl nad úvazem svůj portrét. Valdštejnův oblíbený kůň byl jednak za živa portrétován v bronzu (socha od Adriaena de Vries byla umístěna do zahrady), po smrti vycpán a v paláci do 60. let 20. století prezentován ve Valdštejnském muzeu. V Současnosti prezentován v muzeu v Chebu jako součást expozice Valdštejnské exponáty.
- Kaple sv. Václava s oratořemi: její prostorová dispozice patří k nejzajímavějším interiérům paláce. Stísněný půdorys a výška 16 metrů stupňuje její vertikalitu. Stěny jsou ve dvou patrech pokryty dvěma cykly maleb: spodní s motivy ze života sv. Václava a horní  s mariánským cyklem s výjevy Zvěstování Panně Marii, Navštívení Panny Marie, Narození Krista, Klanění Tří králů, Útěk do Egypta, Nanebevzetí Panny Marie, Korunování Panny Marie a holubice Ducha svatého uprostřed klenby jako součást scény Zvěstování. Při východní stěně stojí dřevěná, bíle štafírovaná architektura oltáře se sochařskou výzdobou, kterou řezal Vriesův žák Arnošt Heidelberger. Oltářní obraz Smrt sv. Václava namaloval Baccio del Bianco, Svatý Václav má rysy Valdštejnovy tváře. V nástavci je malba polopostavy žehnajícího Boha Otce.

V západní stěně jsou prolomena okna oratoří, které sloužily v 1. patře vévodovi, v 2. patře jeho manželce a podstřešní oratoře na půdě byly určeny služebnictvu. Stěny Valdštejnovy oratoře pokrývají malby z legendy o životě a mučednické smrti biskupa sv. Eusebia, vévodova druhého křestního patrona.
Palác má kromě reprezentačních prostor množství dalších obytných místností spojených několika točitými schodišti.
- Sala terrena – je přístupná z paláce po točitém schodišti; fresky v její lodžii zdobí ve dvou patrech stěny a klenbu. Spodní malby zpodobují tritony a najády. Vrchní a na klenbě jsou inspirované Homérovou Iliadou a Vergiliovou Odyseou, některé bitvy zůstávají dosud neurčeny.
- Zahrada

K paláci přiléhá rozlehlá zahrada, do které se budova otvírá monumentálními arkádami saly terreny. Zahrada má geometrický architektonický rozvrh ve stylu francouzského parku se stříhanými živými ploty, fontánami a kopiemi bronzových soch od Adriana de Vriese a Benedikta Wurzelbauera (Venuše s amorem). Dále se v zahradě nachází velká voliéra, grottová stěna a na straně u jízdárny vodní nádrž s ostrůvkem. V zahradě jsou chováni ptáci, ryby a pěstovány květiny ve skleníku.
- Jízdárna – uzavírá areál z východní strany, prostor měří asi 900 m² – s okny na jižní stěně a výhledem do zahrady a na umělý rybníček. V 50. letech 20. století byla adaptována na výstavní síň, která v uplynulých desetiletích sloužila Národní galerii.

## Současnost
Evropská unie udělila Kanceláři Senátu 9. května 2003 ocenění Europa Nostra za citlivé restaurování a rekonstrukci Valdštejnského paláce. Přípravu celkové rekonstrukce Valdštejnského paláce zahájila Kancelář Senátu v roce 1996 a poslední fáze obnovy byla dokončena v roce 2000. Citlivou rekonstrukcí Valdštejnského areálu se podařilo odstranit řadu stavebních a statických poruch, vedle toho byly odstraněny nevhodné stavební zásahy učiněné v předchozích letech. Podařilo se architektonicky obnovit historický ráz Valdštejnského paláce, zahrady s dominantní salou terrenou a výstavním prostorem ve Valdštejnské jízdárně.
- V místech koníren je v současnosti Jednací sál Senátu. Další historické prostory slouží pro jednání a oficiální přijetí zahraničních návštěv.
- Historické prostory Valdštejnského paláce jsou zdarma přístupné veřejnosti od dubna do října, a to každou sobotu. V zimních měsících je palác uzavřen. Vstup do objektu je z 1. nádvoří Valdštejnského paláce, které je přístupné z Valdštejnského náměstí.
- Valdštejnská zahrada je otevřena od dubna do října od 7–19 h, o víkendech a svátcích od 9–19 h. V sala terreně probíhají v letní sezóně koncerty pro veřejnost, divadelní představení a jiné kulturní akce.
- V rámci dnů otevřených dveří, které se konají 8. 5. a 28. 10., mohou návštěvníci kromě historických prostor Valdštejnského paláce nahlédnout i do míst, která jsou během prohlídek nepřístupná.

Valdštejnský palác je součást národní kulturní památky sídlo Parlamentu České republiky. V roce 2016 proběhla komplexní památková oprava budovy A, která byla poškozena prasklinami ve zdivu a zatékáním vadnou střešní krytinou. V severním nádvoří je umístěna nově odlitá bronzová socha Albrechta z Valdštejna v životní velikosti, jde o kopii sochy Ludvíka Šimka, jejíž mramorový originál z roku 1883 stojí ve vestibulu Arsenalu ve Vídni.